# Nachtlokal (Film)
Nachtlokal ist ein österreichisches Stummfilm-Melodram aus dem Jahre 1929 von Max Neufeld mit Evelyn Holt und Erna Morena in den Hauptrollen als Mutter und Tochter.

## Handlung
Die alternde Vera hat schwere Zeiten hinter sich. Erst starb ihr Gatte und ließ sie mit beider kleinen Töchterchen Eva allein zurück. Um das Kind nicht in größter wirtschaftlicher Not aufziehen zu müssen, ließ sich Vera darauf ein, mit dem windigen Ivan Ossinsky, der später ihr Liebhaber werden sollte, ein Nachtlokal aufzuziehen, das einen denkbar schlechten Ruf hat. Während sich Eva ihrer Spelunke zu widmen hatte, konnte sie wenigstens Eva eine gute Erziehung in einem Mädchenpensionat zuteilwerden lassen.
Jahre sind ins Land gezogen, und aus Eva ist eine junge, hübsche und wohlanständige Dame geworden. Sie zieht es nun heim zu ihrer Mutter, von deren beruflichen Aktivitäten sie nichts weiß. Auf der Heimfahrt lernt Eva einen jungen Mann namens Hans Hoffmann kennen. Der ist nicht nur der Bruder einer guten Freundin von ihr, sondern obendrein auch noch Sohn eines Polizeirats. Beide jungen Leute verlieben sich ineinander, und bald wird Verlobung gefeiert. Die Dinge geraten in eine schwere Schieflage, als ein Diebstahl in Veras Pinte angezeigt wird und somit Polizeirat Hoffmann herausbekommt, welchen Beruf die Mutter seiner Schwiegertochter in spe nachgeht.
Entsetzt von den familiären Umständen, drängt Hoffmann seinen Filius dazu, die Verlobung mit Eva aufzulösen. Hans aber will unbedingt mit eigenen Augen sehen, ob die Anwürfe gegen Evas Mutter Vera ihre Richtigkeit haben. Er begibt sich zu Veras Wohnhaus, nichts ahnend, dass Veras Geliebter Ivan gerade Eva in das Nachtlokal mitgenommen hat. Hans eilt dorthin und glaubt nun den väterlichen Worten, dass Eva von Veras „dunkler Vergangenheit und Gegenwart“ wusste. Tief enttäuscht, wendet sich Hans von Eva ab. Die Ereignisse der vergangenen Tage und Wochen lassen Eva erkranken. Vera erkennt derweil, welch finsterer Geselle ihr Ivan ist und will ihn töten, ehe er Evas Leben zerstören kann. Dabei kommt Vera selbst ums Leben. Angesichts des Todes ihrer Mutter finden Eva und Hans wieder zueinander.

## Produktionsnotizen
Nachtlokal entstand in den Wiener Schönbrunn-Ateliers und erlebte seine Wiener Premiere am 6. Dezember 1929. In Deutschland konnte man den Film bereits erstmals am 26. Juli 1929 in Berlins Kammerlichtspielen sehen. Der mit Jugendverbot belegte Siebenakter maß eine Länge von 2333 Meter.
Die Filmbauten entwarf Hans Ledersteger, Josef A. Vesely war einer von drei Aufnahmeleitern.

## Kritiken
Der Film stieß auf ein sehr geteiltes Echo. Nachfolgend vier Beispiele:
In der Wiener Allgemeinen Zeitung war zu lesen: Neufeld „inszenierte den Film als einen der besten Filme, die er bis nun geschaffen hat. (…) Evelyne Holts rührend zarte Mädchenhaftigkeit dominiert in diesem Film. Erna Morena ist eine vornehme ausgezeichnete Schauspielerin und Attila Hörbiger ein ausgezeichneter Charakterschauspieler.“.
Die Stunde befand, „‚Nachtlokal‘ ist nach jeder Richtung hin wirkungsvoll und wird zweifellos auf das Publikum starken Eindruck machen.“.
Ein Kritiker der „Freiheit!“ sah sich genötigt, seine Nachtlokal-Kritik in einen bitterbösen, offenen Brief zu kleiden. Dort heißt es: „… so hat man vor ungefähr -zig Jahren das Zelluloid verunreinigt. (…) Man ist von Max Neufeld andere Arbeit gewöhnt. (…) Und weil dies festgestellt ist, muß man dieses Machwerk um so mehr aufzeigen. Möglich, daß man mit dem Buch ein Mißgriff tat — aber nein, das Sujet an sich ist schon das Geistloseste, das es gibt. Keine Idee, kein Schwung, keine Dramatik — nichts als dick aufgestrichene Sentimentalität.  (…) Die Darsteller entsprechen dem Vorwurf des Films. Evelyne [sic!] Holt sollte heiraten — und zwar einen Mann, der ihr das Filmen verbietet., Fred Döderlein könnte leicht als Reklamechef einer Herrenmodefirma unterkommen und Attila Hörbiger — er ist Kettenraucher und sollte es bleiben.“
Die sozialistische Arbeiter-Zeitung fand nur noch sarkastischen Spott für die Schnulze: „Auch ein neuer österreichischer Film ist diesmal zu sehen: Er heißt ‚Nachtlokal‘ und ist so schön, dass man seinen Inhalt erzählen muß. (…) Der Film ist nach einer ‚Idee‘ von Rita Barré gedreht worden. Das ist mal so in der Filmindustrie: wenn den Drehbuchschreibern gar nichts eingefallen ist, steht wenigstens im Vorspann, daß sie eine Idee gehabt hätten. Max Neufeld … hat sicher schon bessere Filme gemacht, Filme, in denen nicht nur Zwischentitel gesprochen wurden und Darsteller einander rat- und hilflos gegenübersaßen. Aus diesen Darstellern, der faden Evelyn Holt, und dem nicht minder unbegabten Döderlein, war allerdings nichts herauszuholen. (…) Es ist halt ein Kreuz mit unserer Filmindustrie; ihre Lustspiele sind zum Weinen, ihre Sittendramen zum Lachen. Soviel guter Wille, soviel Ehrgeiz, soviel technische Fertigkeit — und so wenig Geist!“